# پیش‌نواره‌دندان
پیش‌نواره‌دندان (نام علمی: Prozostrodon brasiliensis) نام یک گونه از راسته ددکمانان است.